# Albert Tschautsch

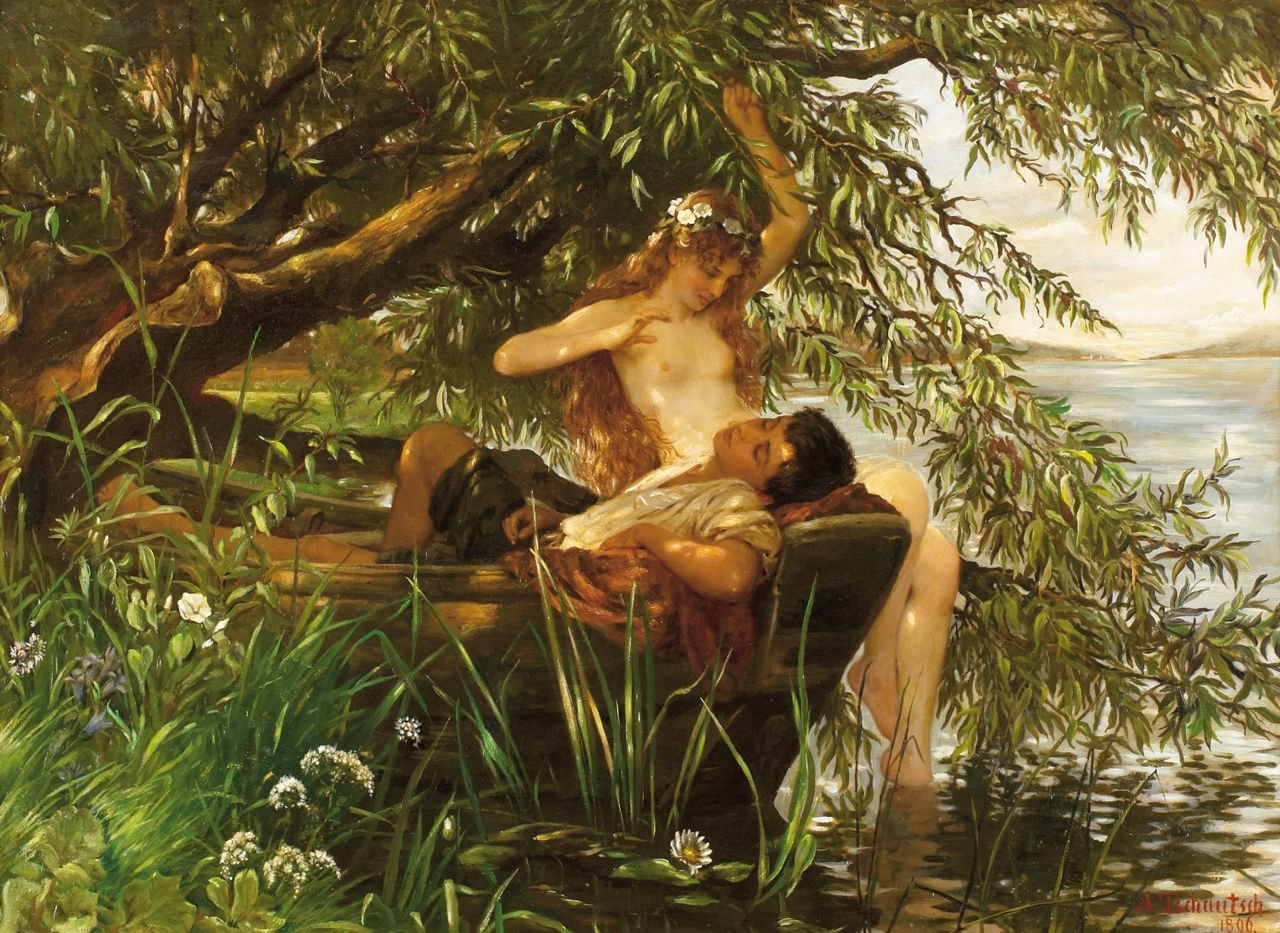
Albert Tschautsch - Enchantement (1896)

Albert Tschautsch, né le 20 décembre 1843 à Seelow et mort le 18 janvier 1922 à Berlin, est un peintre de genre allemand.

## Biographie

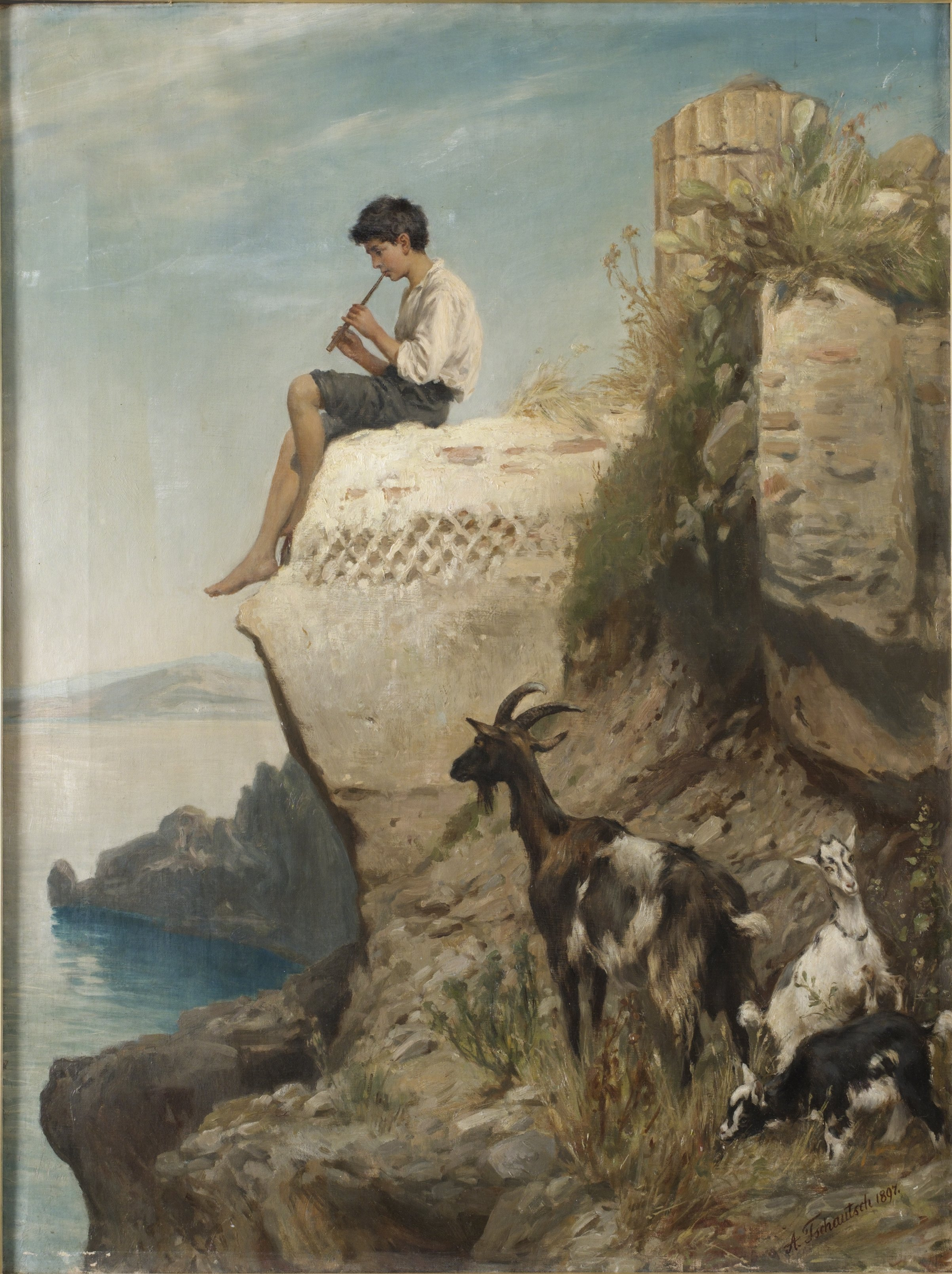
Albert Tschautsch: Berger jouant de la flûte parmi les ruines (1897)

Albert Tschautsch naît le 20 décembre 1843 à Seelow. Il étudie à l'Académie des Arts de Berlin de 1863 à 1867, sous la direction de Julius Schrader. Il commencé à exposer en 1870. En 1874-1878, il est à Rome. Plus tard, il enseigne à l'École Royale d'Art à Berlin, où il devient professeur en 1895.
Il meurt le 18 janvier 1922 à Berlin.
Il est inhumé dans le cimetière Lichterfelde (de) ; sa tombe n'a pas été préservée.

## Travaux
De nombreuses peintures de Tschautsch représentent des sujets de contes de fées (comme La princesse et le fuseau de La Belle au bois dormant), ainsi que des légendes et des œuvres de Shakespeare et d'Uhland. Il peint également des portraits et des sujets historiques. En 1878, il peint l'Adoration des bergers et la Descente de Croix dans le transept de l'église carmélite Saint-Joseph de Posen (pl), aujourd'hui Poznań en Pologne.